# Alexei Bell
Alexei Bell Quintero (2 de octubre de 1983, Santiago de Cuba) es un pelotero cubano, conocido como Tato Bell, subcampeón olímpico. Jugador muy ofensivo que llegó a poseer el récord absoluto de home run en Series Nacionales de béisbol. A pesar de su fuerza es, además, rápido y buen robador de bases: Ha llegado a tener 25 home runs y 25 bases robadas en una misma temporada. Es el líder absoluto en carreras impulsadas en Series Nacionales con 111.
Es Licenciado en Cultura Física e integró la selección nacional a los Juegos Olímpicos de Pekín en 2008.

## Síntesis biográfica
Nace el 2 de octubre de 1983 en Santiago de Cuba. Hijo de Ana Belkis y Rigoberto Bell. Se inicia en el béisbol a los nueve años en el poblado de El Caney, en las afueras de Santiago de Cuba.
En el año 1989 comienza sus estudio primarios en la Escuela Tania La Guerrillera del poblado de El Caney de Santiago de Cuba.
En los años 1994 al 2001 realiza sus estudios medios y de bachillerato en la EIDE Capitán Orestes Acosta.
En 2011, se graduó de Licenciado en Cultura Física en la Universidad de las Ciencias de la Cultura Física y el Deporte Manuel Fajardo de Santiago de Cuba.

## Carrera deportiva
Transitó por la EIDE y la ESPA. Participó en una Serie del Caribe para jóvenes en Venezuela en 1999. Integró el equipo nacional juvenil y llegó a la selección de Santiago de Cuba en 2002.
La familia y los amigos tratando de buscarle parecido con algún personaje de aventuras, comenzaron a llamarle Tato, debido al parecido que tenía con Tato Venegas, personaje de la televisión. Con este mote transitó por la EIDE, la ESPA y se le conoce entre sus coequiperos y aficionados de Santiago de Cuba.

## Series nacionales
Fue el primer bateador cubano en conseguir dos jonrones con bases llenas en una misma entrada. Posee el récord absoluto de carreras impulsadas en Series Nacionales de Béisbol con 111, y también llegó a ser recordista de jonrones con 31, superando a Orestes Kindelán.

## Selección nacional
Integró la selección nacional a los Juegos Olímpicos de Pekín en 2008. Durante las Olimpiadas fue el campeón de bateo del torneo de béisbol. Ese año fue elegido como mejor atleta de deportes colectivos de Cuba, gracias a su récord absoluto de jonrones y carreras impulsadas.
Participó en la XVII Copa Intercontinental de Béisbol celebrada del 23 de octubre de 2010 en Taichung, Taipéi de China donde se destacó en la obtención de la medalla de oro del equipo cubano, con un average de 440.
En junio de 2012 fue llamado nuevamente a la selección nacional de béisbol para enfrentar al equipo Nicaragua en el tope de preparación entre ambas selecciones.
Formó parte del equipo de Santiago de Cuba en la LII Serie Nacional, que no pasó a la segunda fase de campeonato. Fue escogido como refuerzo para jugar en la selección de Isla de la Juventud, pero por presentar una lesión en el dedo pulgar derecho inmovilizado fue inhabilitado hasta la próxima temporada, sustituyéndolo el granmense Urmaris Guerra.
Integró la selección nacional que participó en el III Clásico Mundial de Béisbol efectuado en marzo de 2013. Fue el primer jonronero de la ronda en Fukuoka, Japón.